# Flaubert (cratère)
Flaubert est un cratère d'impact présent sur la surface de Mercure. 
Le cratère fut ainsi nommé par l'Union astronomique internationale en 1985 en hommage à l'écrivain français Gustave Flaubert. 
Son diamètre est de 95 km. Il se situe dans le quadrangle de Beethoven (quadrangle H-7) de Mercure. 